# Heilig Hartbeeld (Teteringen, Hoolstraat)
Het Heilig Hartbeeld is een standbeeld in de Nederlandse plaats Teteringen.

## Achtergrond
Het Heilig Hartbeeld werd gemaakt in het atelier van Michiel van Bokhoven en Henri Jonkers. Het staat bij de Willibrorduskerk.

## Beschrijving
Het beeld is een staande Christusfiguur in gedrapeerd gewaad. In zijn rechterhand houdt hij een scepter en in zijn linkerhand een rijksappel. Het staat op een eenvoudige bakstenen sokkel. Op de voet van het beeld de tekst 

KONING BEN IK

Een beeld van hetzelfde ontwerp, maar dan met nimbus achter het hoofd, werd in 1926 geplaatst in Olland.